# Coupe de Biélorussie de football 2017-2018
Navigation
Coupe de Biélorussie 2016-2017 Coupe de Biélorussie 2018-2019
La Coupe de Biélorussie 2017-2018 est la 27e édition de la Coupe de Biélorussie depuis la dissolution de l'URSS. Elle prend place entre le 11 mai 2017 et le 19 mai 2018, date de la finale au stade Spartak de Mahiliow.
Un total de 52 équipes prennent part à la compétition, cela inclut l'intégralité des clubs de la saison 2017 des trois premières divisions biélorusses à laquelle s'ajoutent six équipes amateurs ayant remporté leurs coupes régionales respectives, les qualifiant ainsi pour la coupe nationale.
La compétition suivant un calendrier sur deux années, contrairement à celui des championnats biélorusses qui s'inscrit sur une seule année, celle-ci se trouve de fait à cheval entre deux saisons de championnat ; ainsi pour certaines équipes promues ou reléguées durant la saison 2017, la division indiquée peut varier d'un tour à l'autre.
Le Dinamo Brest remporte sa troisième coupe nationale à l'issue de la compétition, sa deuxième d'affilée, au détriment du BATE Borisov. Cette victoire permet au club de se qualifier pour le deuxième tour de qualification de la Ligue Europa 2018-2019 ainsi que pour l'édition 2019 de la Supercoupe de Biélorussie.

## Seizièmes de finale
Les équipes de la première division 2017 font leur entrée à ce tour.
| Date           | Locaux                    | Score                | Visiteurs                |
| -------------- | ------------------------- | -------------------- | ------------------------ |
| 5 juillet 2017 | SDYuShOR-8 Homiel (D3)    | 1 - 7                | (D1) Nioman Hrodna       |
| 5 juillet 2017 | Volna Pinsk (D2)          | 0 - 1                | (D1) FK Minsk            |
| 6 juillet 2017 | FK Orcha (D2)             | 1 - 1 ap (4 - 3 tab) | (D1) Slavia Mazyr        |
| 7 juillet 2017 | FK Smarhon (D2)           | 1 - 4                | (D1) Dinamo Brest        |
| 7 juillet 2017 | Nioman-Agro Stowbtsy (D2) | 1 - 5                | (D1) BATE Borisov        |
| 8 juillet 2017 | FK Baranavitchy (D3)      | 0 - 1                | (D1) Naftan Novopolotsk  |
| 8 juillet 2017 | Smaliavitchy-STI (D3)     | 0 - 2                | (D1) Torpedo Jodzina     |
| 8 juillet 2017 | Lokomotiv Homiel (D2)     | 0 - 1                | (D1) FK Vitebsk          |
| 8 juillet 2017 | Torpedo Minsk (D2)        | 0 - 0 ap (2 - 3 tab) | (D1) FK Homiel           |
| 8 juillet 2017 | UAS Jytkavitchy (D3)      | 0 - 3 ap             | (D1) FK Sloutsk          |
| 8 juillet 2017 | Maladetchna-DYuSSh-4 (D3) | 0 - 3                | (D1) Krumkachy Minsk     |
| 8 juillet 2017 | Granit Mikachevitchy (D2) | 0 - 2                | (D1) FK Haradzeïa        |
| 8 juillet 2017 | Slonim-2017 (D2)          | 1 - 1 ap (3 - 4 tab) | (D1) Dniepr Mahiliow     |
| 9 juillet 2017 | FK Tchysts (D3)           | 0 - 4                | (D1) Dinamo Minsk        |
| 9 juillet 2017 | Belchina Babrouïsk (D2)   | 1 - 4                | (D1) Isloch Minsk Raion  |
| 9 juillet 2017 | Luch Minsk (D2)           | 1 - 5                | (D1) Chakhtior Salihorsk |

## Huitièmes de finale
| Date             | Locaux                   | Score                | Visiteurs            |
| ---------------- | ------------------------ | -------------------- | -------------------- |
| 22 juillet 2017  | Naftan Novopolotsk (D1)  | 1 - 2                | (D1) Krumkachy Minsk |
| 22 juillet 2017  | Isloch Minsk Raion (D1)  | 2 - 1 ap             | (D1) FK Haradzeïa    |
| 22 juillet 2017  | Nioman Hrodna (D1)       | 1 - 0                | (D1) FK Minsk        |
| 23 juillet 2017  | Dinamo Minsk (D1)        | 0 - 1                | (D1) Dniepr Mahiliow |
| 23 juillet 2017  | FK Vitebsk (D1)          | 0 - 0 ap (2 - 4 tab) | (D1) FK Sloutsk      |
| 23 juillet 2017  | Dinamo Brest (D1)        | 2 - 1                | (D1) FK Homiel       |
| 23 juillet 2017  | Chakhtior Salihorsk (D1) | 6 - 0                | (D2) FK Orcha        |
| 12 novembre 2017 | BATE Borisov (D1)        | 2 - 1 ap             | (D1) Torpedo Jodzina |

## Quarts de finale
Les matchs aller sont joués les 11 et 14 mars 2018 tandis que les matchs retour sont joués les 17 et 18 mars 2018.
| Équipe 1                 | Score   | Équipe 2             | Aller   | Retour  |
| ------------------------ | ------- | -------------------- | ------- | ------- |
| Krumkachy Minsk (D1)     | forfait | (D1) Nioman Hrodna   | forfait | forfait |
| Chakhtior Salihorsk (D1) | 3 - 3E  | (D1) Dniepr Mahiliow | 3 - 1   | 0 - 2   |
| Dinamo Brest (D1)        | 4 - 1   | (D1) FK Sloutsk      | 2 - 0   | 2 - 1   |
| Isloch Minsk Raion (D1)  | 2 - 4   | (D1) BATE Borisov    | 1 - 2   | 1 - 2   |

## Demi-finales
Les matchs aller sont joués le 18 avril 2018 tandis que les matchs retour sont joués le 2 mai 2018.
| Équipe 1          | Score | Équipe 2             | Aller | Retour |
| ----------------- | ----- | -------------------- | ----- | ------ |
| BATE Borisov (D1) | 2 - 0 | (D1) Nioman Hrodna   | 2 - 0 | 0 - 0  |
| Dinamo Brest (D1) | 6 - 1 | (D1) Dniepr Mahiliow | 2 - 0 | 4 - 1  |

## Finale
Le BATE Borisov dispute sa huitième finale de coupe depuis 2002, tandis que le Dinamo Brest, tenant du titre, atteint ce stade pour la troisième fois après 2007 et 2017. Le Dinamo l'emporte finalement sur le score de 3-2 et remporte la coupe pour la troisième fois de son histoire en trois finales.
| ·             |                      |     |
| Titulaires :  |                      |     |
|               |                      |     |
|               | Denis Scherbitski    |     |
|               | Aleksandar Filipović |     |
|               | Evgeni Yablonski     |     |
|               | Zakhar Volkov        |     |
|               | Maksim Volodko       |     |
|               | Mirko Ivanić         |     |
|               | Aliaksandr Hleb      | 79e |
|               | Stanislav Dragun     |     |
|               | Igor Stasevich       |     |
|               | Dmitri Baga          |     |
|               | Nikolay Signevich    |     |
|               |                      |     |
| Remplaçants : |                      |     |
|               | Maksim Skavych       | 79e |
|               |                      |     |
| Entraîneur :  |                      |     |
| Oleg Dulub    |                      |     |

| ·                   |                      |           |
| Titulaires :        |                      |           |
|                     |                      |           |
|                     | Aleksandr Gutor      |           |
|                     | Alyaksey Hawrylovich |           |
|                     | Maksim Vitus         |           |
|                     | Giannis Kargas       |           |
|                     | Oleg Veretilo        |           |
|                     | Pavel Sedko          | 71e       |
|                     | Pavel Nekhaychik     |           |
|                     | Pavel Savitski       |           |
|                     | Chidi Osuchukwu      |           |
|                     | Artem Milevskyy      |           |
|                     | Sandro Gotal         | 71e       |
|                     |                      |           |
| Remplaçants :       |                      |           |
|                     | Joel Fameyeh         | 71e 90+3e |
|                     | Željko Filipović     | 71e       |
|                     | Roman Vasilyuk       | 90+3e     |
|                     |                      |           |
| Entraîneur :        |                      |           |
| Sergueï Kovaltchouk |                      |           |

| ·             |                      |     |
| Titulaires :  |                      |     |
|               |                      |     |
|               | Denis Scherbitski    |     |
|               | Aleksandar Filipović |     |
|               | Evgeni Yablonski     |     |
|               | Zakhar Volkov        |     |
|               | Maksim Volodko       |     |
|               | Mirko Ivanić         |     |
|               | Aliaksandr Hleb      | 79e |
|               | Stanislav Dragun     |     |
|               | Igor Stasevich       |     |
|               | Dmitri Baga          |     |
|               | Nikolay Signevich    |     |
|               |                      |     |
| Remplaçants : |                      |     |
|               | Maksim Skavych       | 79e |
|               |                      |     |
| Entraîneur :  |                      |     |
| Oleg Dulub    |                      |     |

| ·                   |                      |           |
| Titulaires :        |                      |           |
|                     |                      |           |
|                     | Aleksandr Gutor      |           |
|                     | Alyaksey Hawrylovich |           |
|                     | Maksim Vitus         |           |
|                     | Giannis Kargas       |           |
|                     | Oleg Veretilo        |           |
|                     | Pavel Sedko          | 71e       |
|                     | Pavel Nekhaychik     |           |
|                     | Pavel Savitski       |           |
|                     | Chidi Osuchukwu      |           |
|                     | Artem Milevskyy      |           |
|                     | Sandro Gotal         | 71e       |
|                     |                      |           |
| Remplaçants :       |                      |           |
|                     | Joel Fameyeh         | 71e 90+3e |
|                     | Željko Filipović     | 71e       |
|                     | Roman Vasilyuk       | 90+3e     |
|                     |                      |           |
| Entraîneur :        |                      |           |
| Sergueï Kovaltchouk |                      |           |